# Krivaja (vattendrag)
Krivaja är ett vattendrag i Bosnien och Hercegovina. Det ligger i den centrala delen av landet, 70 km norr om huvudstaden Sarajevo.
I omgivningarna runt Krivaja växer i huvudsak blandskog. Runt Krivaja är det ganska tätbefolkat, med 93 invånare per kvadratkilometer.